# Discriminare prin preț
Discriminarea prin preț reprezintă o strategie microeconomică de preț prin care bunuri/servicii similare sau identice sunt tranzacționate la prețuri diferite, de același producător, pe piețe diferite .    Discriminarea prin preț se distinge de diferențierea de produs prin faptul că cea din urmă presupune diferențe substanțiale în costurile de producție pentru produsele cu prețuri diferite.  Discriminarea prin preț se bazează, în esență, pe variația dorinței clienților de a plăti    și pe elasticitățile cererilor lor. Pentru ca discriminarea să reușească, este nevoie de putere de monopol. 
Termenul de preț diferențial este folosit și pentru a descrie practica de a percepe prețuri diferite la cumpărători diferiți pentru aceeași calitate și aceeași cantitate a unui produs,  dar se poate referi, de asemenea, la o combinație între diferențierea prețurilor și diferențierea de produs.  Alți termeni folosiți pentru a face referire la discriminarea prin prețuri includ: prețuri de capital, prețuri preferențiale,  prețuri duale  și prețuri pe nivele. În cadrul domeniului mai larg al diferențierii prețurilor, o clasificare frecvent acceptată care datează din anii 1920 este:  
- Prețuri personalizate (sau diferențiere de gradul I) - vânzarea către fiecare client la un preț diferit; aceasta se mai numește și marketing personalizat. [9] În acest fel, o firmă poate ajunge la discriminare perfectă de preț prin vânzarea către fiecare cumpărător la prețul maxim pe care acesta este dispus să-l plătească.
- Diversificarea produselor [2]  sau pur și simplu versionare (sau diferențierea de gradul II) - oferirea unei linii de produse  prin crearea unor produse ușor diferite în scopul diferențierii prețurilor.  [11] Tot diferențiere de gradul II este și atunci când se oferă discount la achiziția unei cantități mai mari de produse (i.e. prețul pe unitate scade pe măsura creșterii cantității achiziționate).
- Prețuri de grup (sau diferențiere de gradul III) - împărțirea pieței în segmente și taxarea unui preț diferit pentru fiecare segment (dar același preț pentru fiecare membru al segmentului respectiv).  [12] Aceasta este în esență o aproximare practică care simplifică problema legată de stabilirea prețurilor personalizate (i.e. atunci când diferențierea de gradul I este prea costisitoare sau imposibilă). [10] [13] Exemple tipice includ reducerile pentru studenți  și reducerile pentru seniori.

## Baza teoretică
Discriminarea prețurilor poate exista doar pe piețele monopoliste sau pe cele oligopoliste,  unde există putere de piață. În caz contrar, în momentul în care vânzătorul încearcă să vândă același bun la prețuri diferite, cumpărătorul la prețul mai mic poate vinde către cumparatorul la prețul mai mare, oferind un mic discount (această tehnică se numește arbitraj). Eterogenitatea produselor, fricțiunile pieței sau costurile fixe ridicate (ce fac stabilirea prețului la costul marginal nesustenabilă pe termen lung) pot permite un anumit grad de discriminare de preț, chiar și pe piețele apropiate de competiția perfectă.

## Demonstrație grafică a profitabilității discriminării prin preț

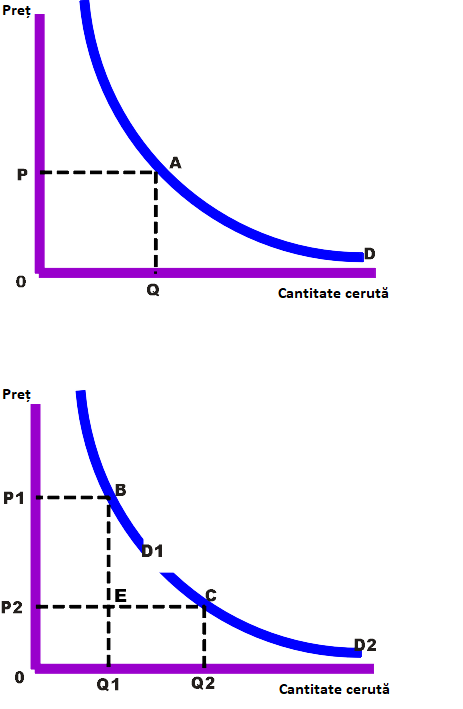
Fig.1: Venituri din vânzări fără și cu discriminare de preț

Scopul discriminării de preț este, în general, să capteze surplusul consumatorilor de pe piață. Acest surplus apare deoarece, pe o piață cu un singur preț de compensare, unii clienți (segmentul foarte mic al elasticității prețului) ar fi fost pregătiți să plătească mai mult decât prețul pieței unice. Discriminarea prețurilor transferă o parte din acest surplus de la consumator la producător / marketer. Este o modalitate de a crește profitul de monopol . Pe o piață perfect competitivă, producătorii obțin profit normal, dar nu profit de monopol, deci nu se pot angaja în discriminarea prețurilor.
O firmă care se confruntă cu o curbă a cererii convexă, va obține întotdeauna venituri mai mari sub discriminare de preț decât printr-o strategie de preț singular. Acest lucru se poate dovedi geometric.
În graficul de sus din Fig.1, un preț unic (P) este disponibil pentru toți clienții. Suma veniturilor este reprezentată de zona QAPO. Surplusul consumatorului este zona de deasupra segmentului de linie PA, dar sub curba cererii (D).
Cu discriminarea de preț (graficul de jos din Fig.1), curba cererii este împărțită în două segmente (D1 și D2). Pentru segmentul cu elasticitate scăzută (D1) se percepe un preț mai mare (P1), iar pentru segmentul cu elasticitate ridicată (D2) se percepe un preț mai mic (P2). Venitul total din primul segment este egal cu aria Q1BP1O. Venitul total din al doilea segment este egal cu aria Q2CEQ1. Suma veniturilor acestor arii va fi întotdeauna mai mare decât aria veniturilor fără discriminare de preț, presupunând că curba cererii este normală. Cu cât sunt introduse mai multe prețuri, cu atât venitul producătorului crește, captând excedentul consumatorului.

## Stabilirea prețurilor optime pentru diferitele segmente identificate
Pentru firmă este important să determine, atunci când discriminarea este posibilă, prețul optim pe care să-l ceară fiecărui segment de piață. În figura 2, piața este împărțita în două segmente. Prețul și cantitatea ce maximizează profitul se determină, ca de obicei, la intersecția dintre curba costului marginal și curba venitului marginal (i.e. acolo unde MC=MR). În funcție de acest nivel, se stabilesc ulterior prețurile (și cantitățile vândute) din cele două segmente de piață (graficul din stânga și din mijloc din Fig.2). Din nou, profitul rezultat din segmentare (zonele hașurate cu verde în graficele din stânga și din mijloc din Fig.2) este mai mare decât profitul rezultat în lipsa discriminării de preț (prețul unic din graficul din dreapta din Fig.2). Profitul este reprezentat de veniturile ce depășesc costurile totale (PxQ - ATCxQ).2 

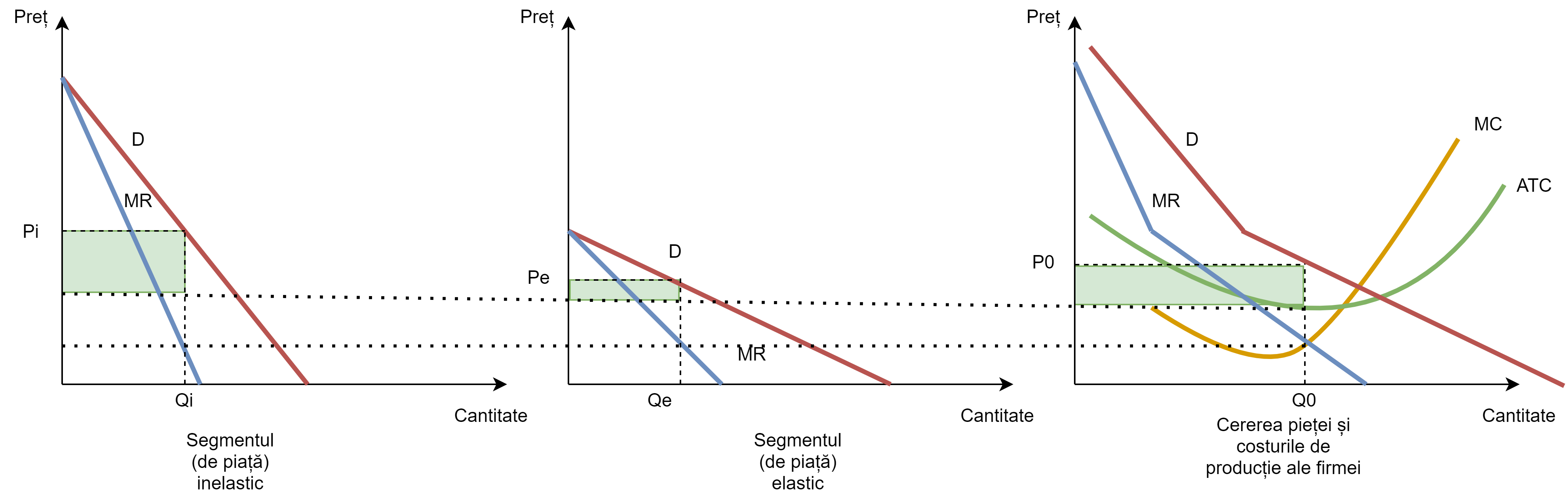
Fig.2: Determinarea prețului pe segmente (discriminare de gradul III). Curba cererii pieței devine îndoită, reflectând segmentarea cererii. Hașura verde reprezintă profitul. S-au păstrat denumirile în engleză ale segmentelor (D = Demand = Cererea; MR = Marginal Revenue = Venitul Marginal; MC = Marginal Cost = Costul Marginal și ATC = Average Total Cost = Media Costului Total).

Este important de reținut că veniturile marginale din ambele segmente trebuie sa fie egale pentru ca alegerea să fie optimă (i.e. ca echilibrul să fie obținut). Altfel, firma va transfera producția de pe piața cu venit marginal mai mic, pe piața cu venit marginal mai mare, până când cele două venituri marginale vor deveni egale (din nou).
Dacă un segment are o elasticitate a prețului cererii E1 și un alt segment are E2, rația optimă a prețurilor în cele două piețe este: {\displaystyle P_{1}/P_{2}=[1+1/E_{2}]/[1+1/E_{1}]} .
În general, discriminarea de preț este un semn că piața este imperfectă, că vânzătorul are o anumită putere de monopol și că prețurile și profiturile vânzătorului sunt mai mari decât ar fi pe o piață perfect competitivă.

## Exemple

### Discriminarea vânzătorilor cu amănuntul
Producătorii își pot vinde produsele către comercianții cu amănuntul la prețuri diferite, în funcție de volumul de produse achiziționate.

### Industria turismului
Companiile aeriene și alte companii de turism utilizează în mod regulat prețurile diferențiate, deoarece vând produse și servicii de turism simultan către diferite segmente de piață. Acest lucru se face adesea prin atribuirea de capacități și alte tipuri de restricții diferitelor clase de rezervare, care se vând la prețuri diferite. 

### Cupoane
Utilizarea cupoanelor în comerțul cu amănuntul este o încercare de a distinge clienții funcție de prețul de rezervă. Presupunerea este că persoanele care colectează cupoane au o sensibilitate la preț mai mare decât cele care nu colectează. Astfel, punerea la dispoziție a cupoanelor le permite, de exemplu, producătorilor de cereale pentru micul dejun să perceapă prețuri mai mari clienților care nu sunt sensibili la preț, în timp ce obțin în continuare un profit din clienții care sunt mai sensibili la preț. Recent, Penny Market a început a folosi extensiv această strategie bazată pe discriminare de preț.

### Prețurile premium
Pentru anumite produse sau servicii, clasele premium sunt evaluate la un nivel (comparativ cu produsele „obișnuite” sau „economice”) care depășește cu mult costul lor marginal de producție. De exemplu, un lanț de cafea poate vinde cafeaua obișnuită la 5 lei, dar cafeaua „premium” la 15 lei (unde costurile de producție respective pot fi 1 leu și 1,5 lei). Economiști precum Tim Harford susțin că aceasta este o formă de discriminare prin preț: oferind o alegere între un produs obișnuit și un produs premium, consumatorilor li se cere să dezvăluie gradul lor de sensibilitate la preț (sau dorința de a plăti) pentru produse ce sunt aproape identice. Tehnici similare sunt utilizate, de exemplu, în stabilirea prețurilor pentru bilete de avion de clasă business și băuturilor alcoolice premium.

### Segmentarea pe grupe de vârstă, statut social, etnie sau cetățenie
Multe cinematografe, parcuri de distracții, atracții turistice etc. au prețuri de admitere diferite funcție de vârstă sau statutul social. Grupele tipice sunt: Copii/Studenți/Adulți/Pensionari. Fiecare dintre aceste grupuri are de obicei o curbă a cererii diferită. Copiii, studenții și pensionarii au, în general, un venit mult mai mic disponibil. Turiștii (și străinii) pot fi percepuți ca fiind mai bogați decât localnicii, fiind capabili să plătească mai mult pentru aceleași bunuri și servicii - uneori prețurile pot fi chiar de 35 de ori mai mari.  Unele bunuri - cum ar fi locuințele - pot fi oferite la prețuri mai mici pentru anumite grupuri etnice. 

### Reduceri pentru membrii anumitor bresle
Unele companii pot oferi prețuri reduse membrii anumitor bresle, cum ar fi profesorilor, polițiștilor sau personalului militar . În plus față de creșterea vânzărilor către grupul țintă, compania beneficiază de publicitatea pozitivă rezultată, ducând la creșterea vânzărilor către publicul larg.

### Discriminarea de gen
Discriminarea pe criterii de gen este practica de a oferi servicii și produse identice sau similare bărbaților și femeilor la prețuri diferite, atunci când costul producerii produselor și serviciilor este același. 
În Europa, primele de asigurare auto au fost, în mod istoric, mai mari pentru bărbați decât pentru femei, o practică pe care industria asigurărilor încearcă să o justifice pe baza niveluri de risc diferite. UE a interzis această practică; totuși, există dovezi că această interdicție este ocolită prin discriminarea pe baza unor factori care sunt puternic corelați cu sexul. 

### Discriminare de preț între națiuni
Companiile farmaceutice pot cere, pentru aceleași medicamente, clienților care trăiesc în țările mai bogate un preț mult mai mare decât clienților din țările mai sărace. Capacitatea companiilor farmaceutice de a menține diferențele de preț între țări este adesea întărită sau împiedicată de legile și reglementările naționale privind comercializarea de medicamente. 

## Discriminarea prin preț controlată de consumator
În timp ce teoria convențională a discriminării de preț presupune în general că prețurile sunt stabilite de vânzător, există o alternativă în care prețurile sunt stabilite de cumpărător, cum ar fi în cazul prețurilor libere. O astfel de discriminare a prețurilor controlată de consumator exploatează capacitatea de autoadaptare la diferite curbe ale cererii funcție de sensibilitatea la preț, putând evita percepțiile negative ale discriminării de preț impuse de un vânzător.